# 西椎屋の滝
西椎屋の滝（にししいやのたき）は、大分県玖珠郡玖珠町の宇佐市院内町との境界付近にある滝である。日本の滝百選に選ばれている。

## 概要
落差83m。かつては鎮西第一と賞されるほどの豪瀑であったが、日出生ダムの建設に伴う滝落口周辺の大規模な開発によって著しく景観をそこね、往時の面影を残していない。
名勝耶馬渓に含まれ、「西椎屋の滝の景」として耶馬渓六十六景のひとつに数えられている。また、東椎屋の滝、福貴野の滝とともに「宇佐の三滝」と言われる。
この滝を境に上流側は玖珠町、下流側は宇佐市院内町になる。

## アクセス
国道387号より案内有り。駐車場から急な歩道を距離約400m下ると観瀑台へと至る。